# اونه کورگ
اونه کورگ (استونیایی: Õnne Kurg; ۸ مارس ۱۹۷۳ – ) اسکی‌باز صحرانوردی اهل استونی بود. وی در بازی‌های المپیک زمستانی ۱۹۹۸ شرکت کرده است.